# Phil Donahue
Phillip John Donahue (Cleveland, 21 de dezembro de 1935 – Nova Iorque, 18 de agosto de 2024) foi uma personalidade da mídia, escritor, produtor cinematográfico, escritor e apresentador do programa de televisão  The Phil Donahue Show.
O programa de televisão, mais tarde conhecido simplesmente como Donahue, foi o primeiro talk show popular a apresentar um formato que incluía a participação do público. O programa durou vinte e nove anos de exibição na televisão, começando a ser gravado em Dayton, no interior de Ohio, em 1967, e terminando na cidade de Nova Iorque em 1996.
Os programas de Donahue geralmente se concentravam em questões que dividem liberais e conservadores nos Estados Unidos, como aborto, direito do consumidor, direitos civis e questões de guerra. Seu convidado mais frequente era Ralph Nader, para quem Donahue fez campanha em 2000 [en]. Donahue também apresentou brevemente um programa de entrevistas na MSNBC entre julho de 2002 e fevereiro de 2003. Donahue foi um dos apresentadores de talk show mais influentes e era frequentemente chamado de “rei do talk show diurno”. A apresentadora Oprah Winfrey disse: “Se não fosse por Phil Donahue, nunca teria havido um Oprah Show”. No ano de1996, Donahue foi classificado em 42º lugar na lista dos 50 maiores astros de TV de todos os tempos da TV Guide.

## Biografia

### Primeiros anos e formação acadêmica
Donahue nasceu na cidade de Cleveland, no interior de Ohio, em 21 de dezembro de 1935. Oriundo de uma família de classe média e de imigrantes irlandeses e católicos, seu pai era vendedor de móveis, enquanto sua mãe, Catherine (nascida McClory), era vendedora de sapatos em uma loja de departamentos. No ano de 1949, ele formou-se na Our Lady of Angels Elementary School, no bairro de West Park.
Em 1953, Donahue foi membro da primeira turma de formandos da St. Edward High School [en], uma escola particular católica preparatória para a faculdade, exclusiva para meninos, em Lakewood, no interior de Ohio. Estudou administração na Universidade de Notre Dame, onde formou-se em 1957.

### Início da carreira
Donahue começou sua carreira em 1957 como assistente de produção na WTAM rádio [en] e televisão [en] , quando a estação ficava em Cleveland. Conseguiu uma chance de tornar-se locutor por um dia, quando o locutor regular faltou ao trabalho. Depois de um breve período trabalhando como classificador de cheques em Albuquerque, no Novo México, tornou-se diretor de programas da rádio WABJ em Adrian, no Michigan. Passou a trabalhar como freelancer para o CBS Evening News e, posteriormente, como âncora do noticiário matinal da WHIO-TV em Dayton, em Ohio, onde suas entrevistas com Jimmy Hoffa e Billie Sol Estes [en] foram transmitidas nacionalmente. 
Enquanto estava em Dayton, Donahue também apresentou o programa Conversation Piece, um talk show por telefone, no período da tarde, entre os anos de 1963 a 1967, na rádio WHIO. Em Dayton, Donahue entrevistou o candidato presidencial John F. Kennedy, o apresentador Johnny Carson, o ativista dos direitos humanos Malcolm X, e opositores da Guerra do Vietnã, como Jerry Rubin. Em Chicago e Nova Iorque, Donahue entrevistou Elton John, os campeões mundiais de boxe peso-pesado Muhammad Ali e Joe Frazier, e o intelectual Noam Chomsky.

### The Phil Donahue Show

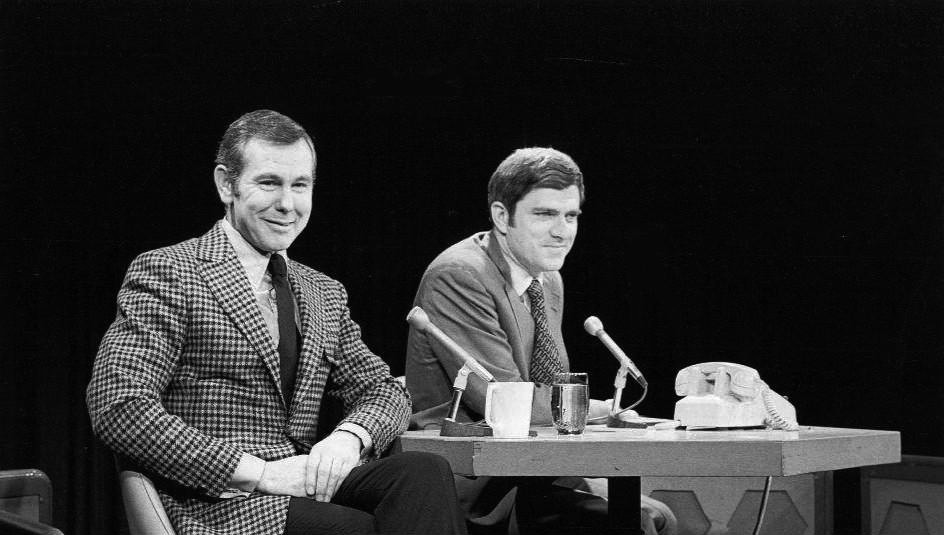
Donahue (à direita) com o convidado Johnny Carson em agosto de 1970.

Em 6 de novembro de 1967, Donahue deixou a WHIO, transferindo seu programa de entrevistas para o The Phil Donahue Show na WLWD (agora WDTN [en]), também em Dayton. Inicialmente, o programa era exibido apenas em outras estações de propriedade da Crosley Broadcasting Corporation [en] (que mais tarde assumiria o nome de sua controladora Avco [en]), que também era proprietária da WLWD. Em janeiro de 1970, o The Phil Donahue Show começou a ser transmitido em todo o país. O programa de Donahue foi transferido de Dayton para Chicago em 1974. Posteriormente, em 1985, o programa passou por uma nova mudança de local, a cidade de Nova Iorque.
Após 29 anos de duração – 26 anos em distribuição e quase 7 000 programas diários de uma hora – o último episódio original de Donahue foi ao ar em 13 de setembro de 1996.
Enquanto apresentava seu próprio programa, Donahue também realizou aparições no The Today Show da NBC como colaborador, de 1979 a 1988.

### Ponte espacial entre os EUA e a União Soviética

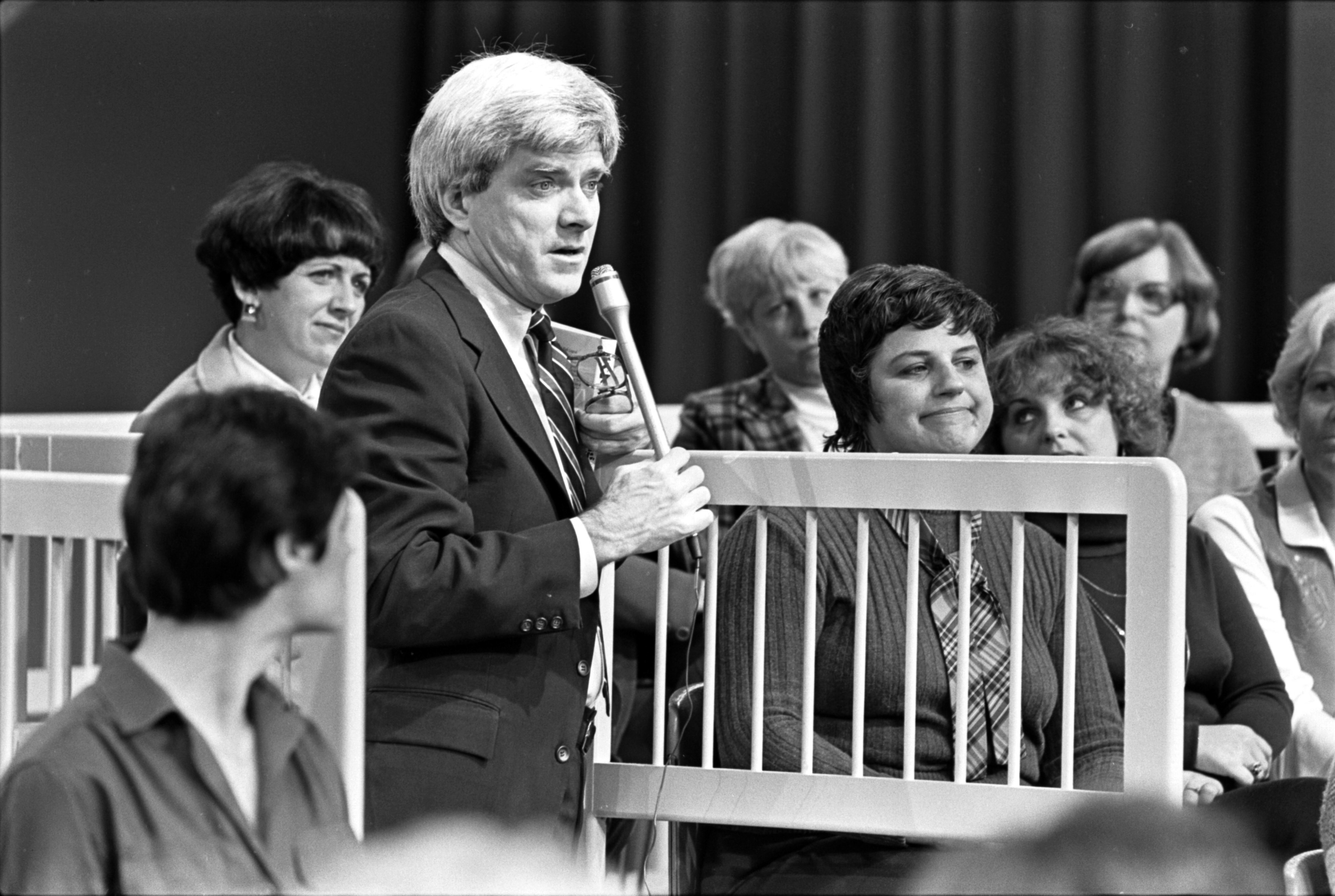
Donahue em um episódio de 1980.

Na década de 1980, durante o período de abertura da União Soviética na Guerra Fria, Donahue e o jornalista soviético  Vladimir Pozner foram co-anfitriões de uma série de discussões televisionadas, conhecidas como U.S.–Soviet Space Bridge [en], entre cidadãos comuns da União Soviética e dos Estados Unidos.
Foi o primeiro programa desse tipo na história da radiodifusão: Donahue recebeu um público em uma cidade dos Estados Unidos, enquanto Posner recebeu um público em uma cidade soviética, tudo em um único programa de televisão. Os membros de ambos os públicos fizeram perguntas uns aos outros sobre as duas nações. Enquanto os governos de ambas as nações estavam preparando-se para a possibilidade de uma guerra nuclear, Donahue disse: “Nós estendemos a mão em vez de atacar”. 

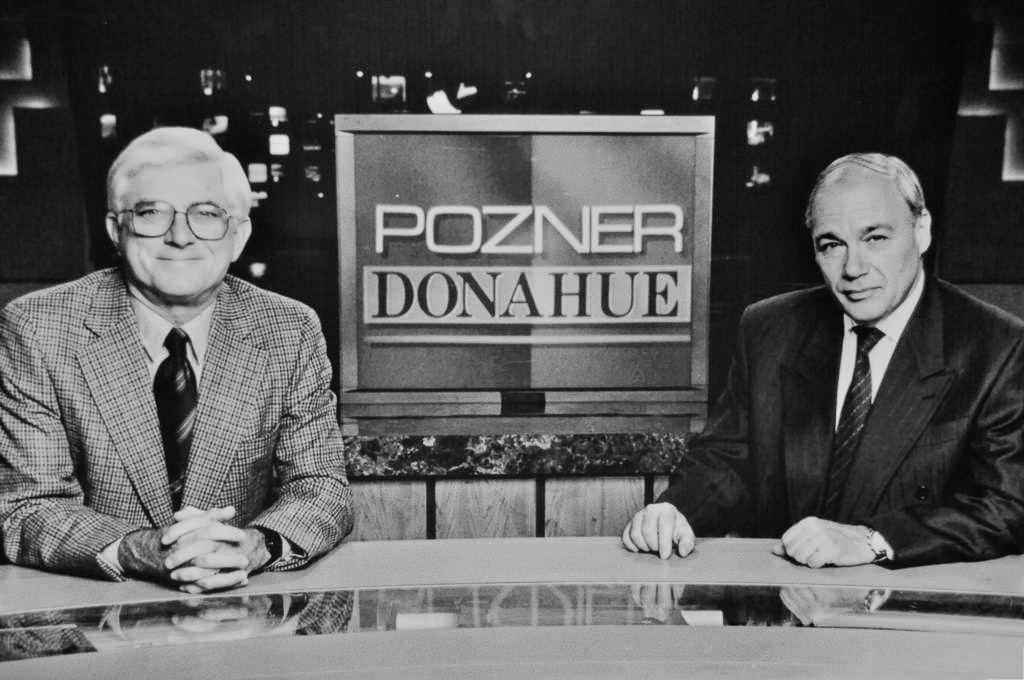
Donahue (à direita) na bancada do programa Pozner/Donahue com Vladmir Pozner.

Entre os anos de 1991 a 1994, Donahue e Posner foram co-apresentadores do Pozner/Donahue, um programa semanal de mesa redonda voltado para questões, que foi ao ar na CNBC e distribuída pela mesma emissora. Sua esposa Marlo Thomas criou uma versão para crianças em 1988, intitulada Free to Be... a Family [en]. Donahue e Pozner tornaram-se amigos de longa data depois dessa experiência.

### Programa da MSNBC
No mês de julho de 2002, Donahue retornou à televisão após sete anos de aposentadoria para apresentar um programa chamado Donahue [en]. Em 25 de fevereiro de 2003, a MSNBC cancelou o programa.
Após o cancelamento do programa, um memorando interno da MSNBC vazou para a imprensa afirmando que Donahue deveria ser demitido porque se opunha à iminente invasão do Iraque pelos Estados Unidos em 2003, no governo de George W. Bush, e que ele seria “um rosto público difícil para a NBC em tempos de guerra” e que seu programa poderia ser “o lar de uma agenda liberal antiguerra”.
Donahue comentou em 2007 que a administração da MSNBC, que na época pertencia à General Electric, uma grande empreiteira do setor de defesa, exigia que “tivéssemos dois (convidados) conservadores para cada liberal. Eu era contado como dois liberais".

### Body of War
No ano de 2006, Donahue atuou como co-diretor com a cineasta independente Ellen Spiro no documentário de longa-metragem Body of War [en]. O filme conta a história de Tomas Young [en], um veterano da Guerra do Iraque gravemente incapacitado, e seu cotidiano turbulento no pós-guerra. Em novembro de 2007, o filme foi apontado como um dos quinze documentários a serem considerados para uma indicação ao Oscar pela Academia de Artes e Ciências Cinematográficas.

## Outras aparições
No ano de 1979, publicou seu livro de memórias, intitulado My Own Story, pela editora Simon & Schuster.
Em junho de 2013, Donahue e várias outras celebridades apareceram em um vídeo demonstrando apoio a Chelsea Manning. No mesmo ano, Donahue foi entrevistado para o documentário Finding Vivian Maier, sobre o fotógrafo de rua estadunidense reconhecido postumamente e um conhecido seu da década de 1970.
Em 24 e 25 de maio de 2016, Donahue falou na conferência Breaking Through Power de Ralph Nader no DAR Constitution Hall [en] em Washington, D.C.

## Reconhecimento

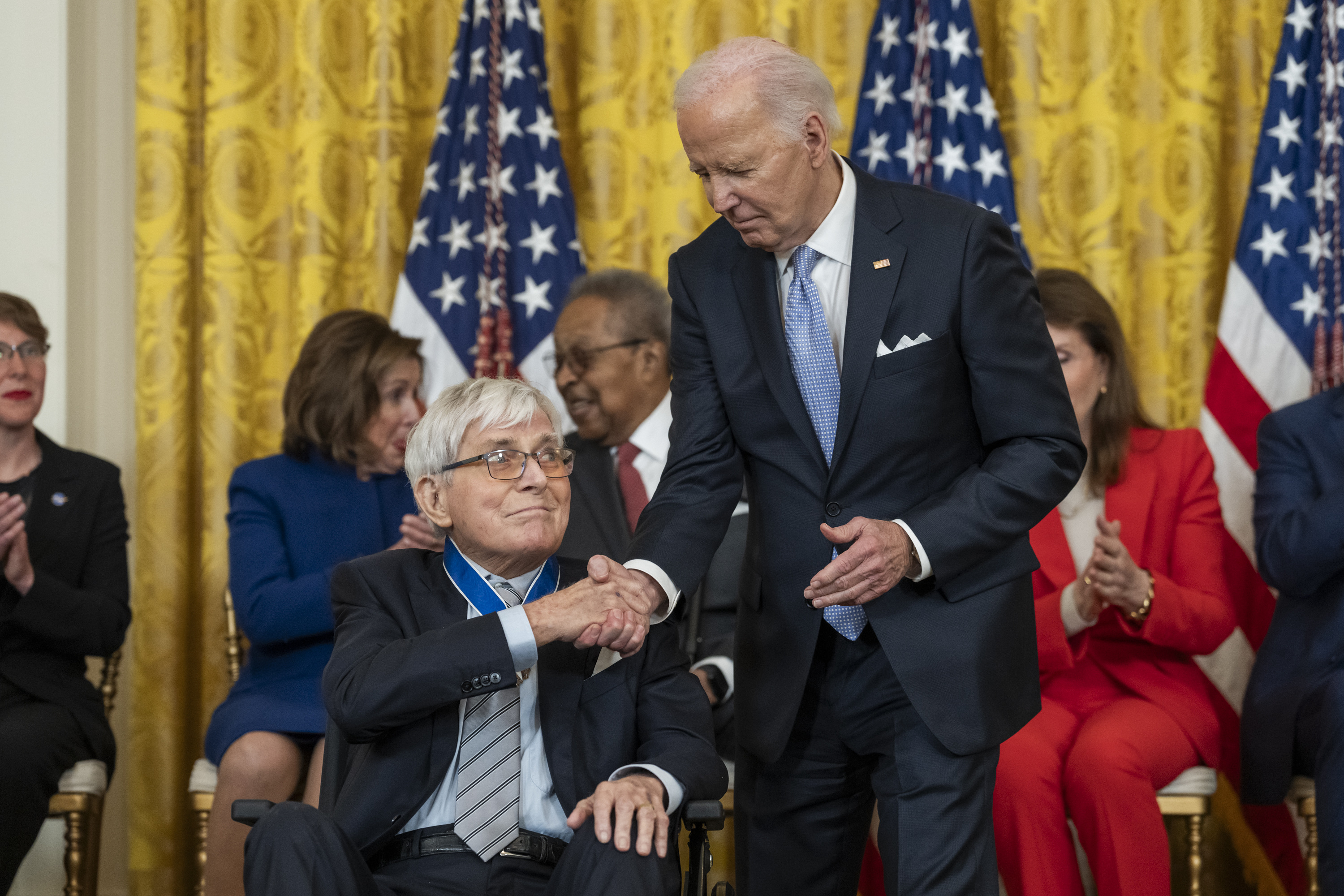
Donahue recebendo a Medalha Presidencial da Liberdade do presidente Joe Biden em maio de 2024.

Phil Donahue foi indicado vinte vezes para prêmios Emmy do Daytime durante sua carreira na televisão, vencendo oito na categoria de Melhor Apresentador de Talk show por The Phil Donahue Show. Também recebeu um Prêmio de Reconhecimento Especial em 1993 e um Prêmio pelo Conjunto da Obra em 1996. Em 1980, foi agraciado com o Prêmio Peabody e foi introduzido no Hall da Fama da Televisão [en] em 20 de novembro de 1993.
No ano de 1987, ele recebeu o Prêmio Maggie [en], a maior honra da Federação de Paternidade Planejada da América, em homenagem à sua fundadora, Margaret Sanger.
O presidente dos Estados Unidos, Joe Biden, agraciou Donahue com a Medalha Presidencial da Liberdade.

## Vida pessoal
O casamento de Donahue com Margaret Cooney em 1958 gerou cinco filhos – Michael, Kevin, Daniel, Mary Rose e James – mas terminou em divórcio em 1975. Margaret retornou para o Novo México, sua terra natal, casou-se novamente e se retirou da vida pública.  A família vivia em Centerville, em Ohio, onde eram vizinhos de Erma Bombeck, uma humorista que, assim como Donahue, se tornaria uma figura de destaque nacional nas décadas de 1970 e 1980.
Por um breve período na década de 1970, Donahue empregou Vivian Maier, uma fotógrafa de rua americana, como babá de seus filhos.
Donahue casou-se com a atriz Marlo Thomas em 21 de maio de 1980 e não tiveram filhos juntos.
Em 1999, Donahue foi um dos principais candidatos a apresentador do game show Greed (game show) [en], juntamente com Keith Olbermann [en], mas Chuck Woolery [en], acabou ficando com o comando do programa.
No início de agosto de 2014, o filho mais novo de Donahue, James Donahue, morreu repentinamente aos 51 anos de idade devido a uma ruptura de aneurisma da aorta.
Com relação à sua religião, Donahue declarou: “Eu sempre serei católico. Mas quero que minha igreja se junte à raça humana e finalmente se afaste dessa teologia antissexual”. Também afirmou que não é “um católico muito bom” e que não achava necessário anular seu primeiro casamento. Expressou admiração pública ao Papa Francisco.

### Morte
Donahue morreu após uma longa doença em sua casa no Upper East Side em Manhattan, no dia 18 de agosto de 2024, aos 88 anos de idade. A morte de Donahue foi confirmada por uma porta-voz da família, Susie Arons, que disse que Donahue morreu “pacificamente após uma longa doença”, cercado por membros da família e “seu amado Golden retriever, Charlie”.